# برايان مارسدن
براين جيفري مارسدن (بالأنكليزية:Brian Geoffrey Marsden)؛ (5 أغسطس 1937 - 18 نوفمبر 2010) هو عالم فلك بريطاني، وعمل فترة طويلة مديرا للمركز الكواكب الصغيرة (MPC)) في مركز هارفارد سميثونيان للفيزياء الفلكية (المدير الفخري منذ عام 2006).
وتخصص في الميكانيكا السماوية والفلكية، وجمع البيانات على مواقع الكويكبات والمذنبات وحساب مداراتها، وغالبا عن طريق المعلومات الرصدية. شغل منصب مدير المكتب المركزي للبرقيات الفلكية (CBAT) 1968 حتي 1999.
مارسدن قد ساعد على استرداد والكويكبات والمذنبات المفقودة. حيث أن بعض الاكتشافات الكويكبات والمذنبات في العقود السابقة كانت قد فقدت لعدم كفاية الملاحظات والبيانات الرصدية حيث لم تكن البيانات دقيقة وموثوقة لتحديد المدار لإعادة المراقبة في تواريخ مستقبلية.
حديثا تبين أن إعادة اكتشاف وجوه فقدت سابقا. في حالة هذه المذنبات هي صعبة خصوصا بسبب انعدام قوى الجاذبية القوات التي يمكن أن تؤثر مداراتها (الذي هو واحد من الانبعاثات من الطائرات من الغاز من نواة المذنب)، ولكن مارسدن تخصصت في حساب هذه ولا سيما، انه تنبأ بنجاح المذنب سويفت تتل عودة لعام 1992 مرة.
قال ذات مرة اقترحت أن بلوتو يجب أن يصنف ككوكب قزم، ولكن هذا الاقتراح لم يحظ بالقبول. وفي النهاية قبل في عام 2006م.